# Sony Entertainment Television
Sony Entertainment Television (viết tắt: SET) là một kênh truyền hình giải trí tổng hợp có trả phí tiếng Hindi ở Ấn Độ được ra mắt vào ngày 30 tháng 9 năm 1995 thuộc sở hữu của Sony Pictures Networks India, một công ty con của tập đoàn Sony (Nhật Bản).
Kênh YouTube của SET India có tổng số 96,1 tỷ lượt xem, trở thành kênh YouTube được xem nhiều thứ 3 về tổng thể và có hơn 112 triệu người đăng ký, trở thành kênh YouTube được đăng ký nhiều thứ ba tính đến ngày 19 tháng 8 năm 2021.

## Lịch sử
Kênh được ra mắt vào tháng 11 năm 1995 và bắt đầu phát sóng nhiều chương trình truyền hình thực tế và chính kịch. Kênh cũng bắt đầu phát sóng tất cả các chương trình của Disney Channel và các phim điện ảnh của Disney cho đến năm 2003, cùng như phim truyền hình Ấn Độ Đội đặc nhiệm CID. Năm 2006, Sony đã chuyển thể chương trình nổi tiếng Big Brother, Bigg Boss. Kênh cũng thực hiện chuyển thể chương trình Fear Factor của Mỹ, lấy tên là Fear Factor India, tuy nhiên tất cả các chương trình này đều đã được chuyển sang trình chiếu trên kênh Colors TV.
Năm 2001, kênh đã thay đổi biểu trưng thành màu xanh lá cây. Năm 2016, kênh thay đổi biểu trưng thành màu tím.

## Khả dụng
Có một phiên bản riêng dành cho đường truyền quốc tế, trước đây gọi là Sony Entertainment Television Asia. Ra mắt vào ngày 8 tháng 10 năm 1998, kênh có trụ sở tại Vương quốc Liên hiệp Anh và Bắc Ireland. Mạng truyền hình này có lượng người theo dõi lớn ở các nước Nam Á, một số nước còn có chương trình riêng. Phiên bản quốc tế khả dụng ở một số quốc gia và khu vực, bao gồm Hồng Kông, Singapore, Hàn Quốc, Úc, Canada, Châu Âu, Fiji, Guyana, Mauritius, Trung Đông, New Zealand, Pakistan, Nam Phi, Suriname, Trinidad và Tobago, Vương quốc Anh và Hoa Kỳ.

## SonyLIV
SonyLIV được ra mắt tại Ấn Độ vào tháng 1 năm 2013, với quyền truy cập 18 năm nội dung từ các kênh truyền hình thuộc Sony Entertainment Network, tức là hơn hơn 700 phim điện ảnh và hơn 40.000 giờ của các chương trình truyền hình bằng tiếng Hindi, tiếng Anh và tiếng Tamil. Dịch vụ streaming đã được đại tu với tên gọi SonyLIV 2.0, với trải nghiệm người dùng mới và bộ nhận diện thương hiệu hoàn toàn mới.